# Виброскоп

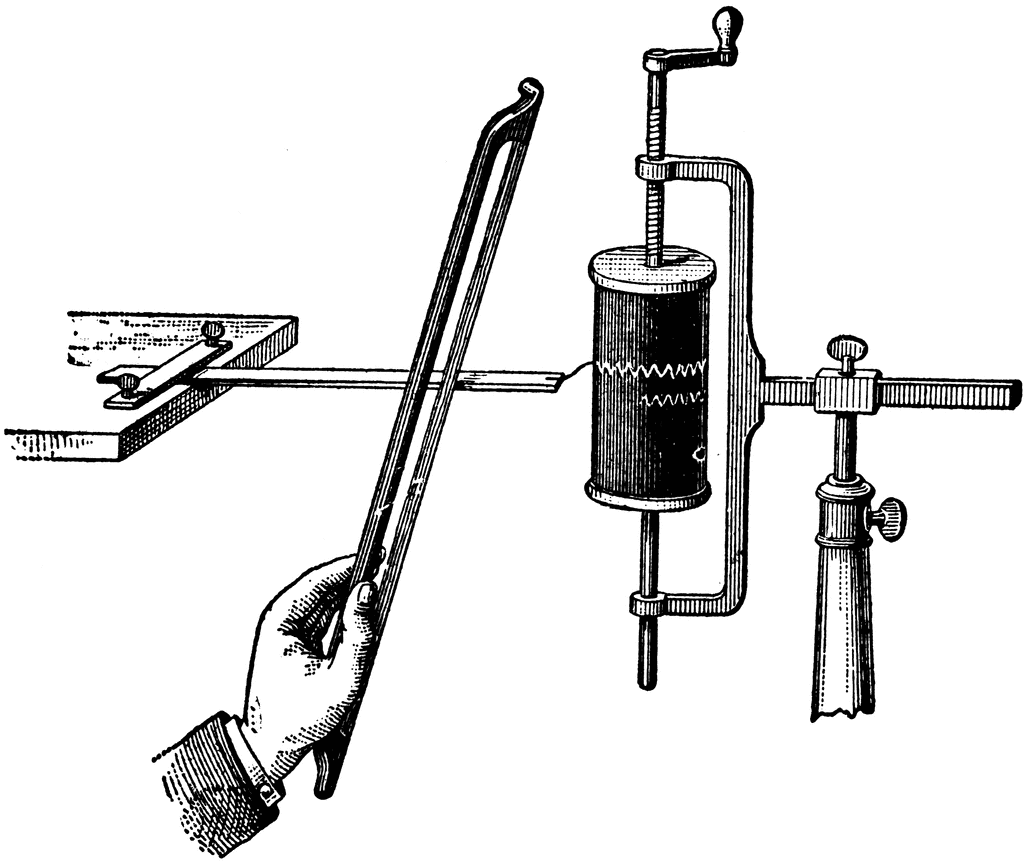
Механический виброскоп

Виброскоп (лат. vibrare 'вибрировать' + греч. σκοπέω 'исследовать, изучать') — измерительный инструмент для наблюдения и обнаружения источника (и иногда записывания) вибраций.
Например, примитивный механический виброскоп содержит вибрирующую палочку с заострённым концом, который оставляет волновой след на поверхности вращающегося цилиндра.
Виброскопы применяются для изучения свойств веществ. Например, коэффициет кручения и модуль Юнга полимеров можно определить по замерам их частоты вибрации под действием заданных приложенных сил. Подобный подход позволяет определить линейную плотность — плотность на единицу длины — нитевидных объектов, таких как волокна, текстильные волокна, пряжа.
Виброскопы также применяются для изучения звука во рту во время речи.